# Municipio de Barry (Illinois)
El municipio de Barry (en inglés: Barry Township) es un municipio ubicado en el condado de Pike en el estado estadounidense de Illinois. En el año 2010 tenía una población de 1675 habitantes y una densidad poblacional de 16,79 personas por km².

## Geografía
El municipio de Barry se encuentra ubicado en las coordenadas 39°42′46″N 91°5′37″O / 39.71278, -91.09361. Según la Oficina del Censo de los Estados Unidos, el municipio tiene una superficie total de 99.74 km², de la cual 99,71 km² corresponden a tierra firme y (0,03 %) 0,03 km² es agua.

## Demografía
Según el censo de 2010, había 1675 personas residiendo en el municipio de Barry. La densidad de población era de 16,79 hab./km². De los 1675 habitantes, el municipio de Barry estaba compuesto por el 97,25 % blancos, el 0,06 % eran afroamericanos, el 0,24 % eran amerindios, el 0,12 % eran asiáticos, el 0,96 % eran de otras razas y el 1,37 % eran de una mezcla de razas. Del total de la población el 1,07 % eran hispanos o latinos de cualquier raza.